# 2031 BAM
بي أي أم (ويعرف أيضًا باسم 2031 بي أي أم وفق تسمية الكوكب الصغير) (بالإنجليزية: BAM)‏ هو كويكب ضمن حزام الكويكبات؛ وترتيبه 2031 من حيث الاكتشاف.
اكتُشف هذا الجُرم الفلكي بواسطة Lyudmila Chernykh ‏ في 8 أكتوبر 1969، وأُطلق عليه هذا الاسم نسبةً إلى Baikal–Amur Mainline ‏.

## وصلات خارجية
- 2031 BAM في قاعدة بيانات مختبر الدفع النفاث لأجرام النظام الشمسي الصغيرة

- الاكتشاف · مخطط المدار ·  العناصر المدارية · المعلمات المادية

- 2031 BAM على موقع ويكي سكاي: DSS2, SDSS, GALEX, IRAS, Hydrogen α, X-Ray, Astrophoto, Sky Map, Articles and images